# Castelo de Duffus

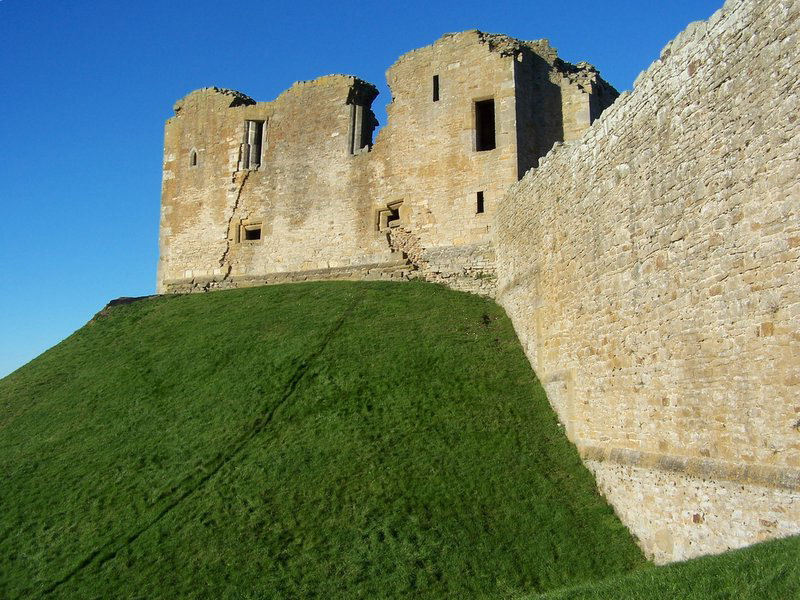
Castelo de Duffus, Escócia

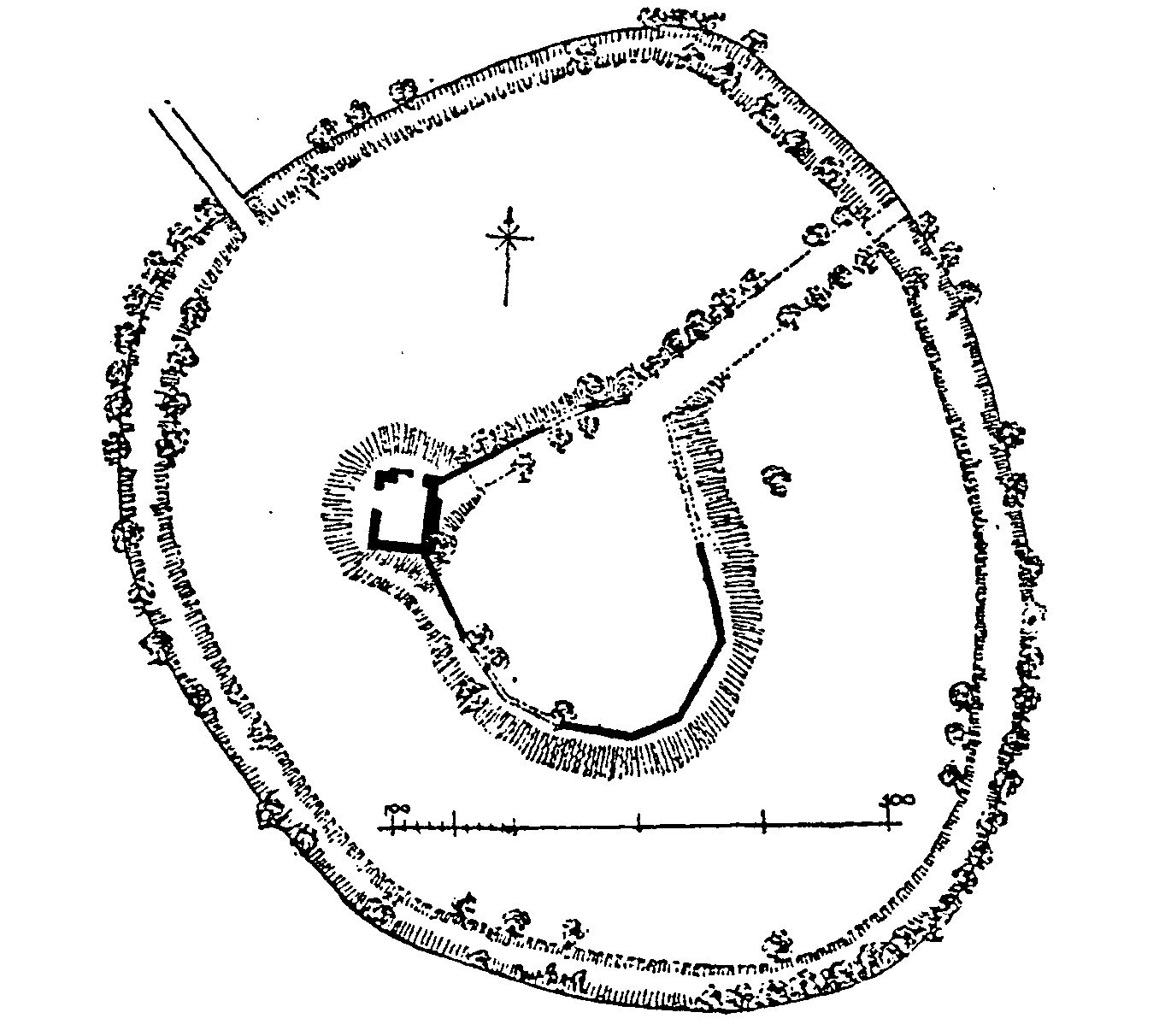
Planta do castelo

O Castelo de Duffus (em inglês:  Duffus Castle) é um castelo do século XII atualmente em ruínas localizado em Duffus, Moray, Escócia.

## História
Castelo do tipo motte and bailey, originalmente do século XII em madeira, foi refeito desta vez em pedra em cerca de 1350.